# Rodrigues (Insel)

Gliederung von Rodrigues in 14 Zonen

Rodrigues (auch Rodriguez) ist eine zu Mauritius gehörige Insel im Indischen Ozean, 580 km östlich der Hauptinsel Mauritius gelegen. Die Hauptstadt des 109 km² großen Eilandes ist Port Mathurin, die Hauptsprache ist Französisch, Umgangssprache ist Rodriguais, ein französisches Kreolisch. Die Insel ist Teil der Inselkette der Maskarenen und ihrerseits von mehreren kleinen Inseln umgeben. Die Insel hat über 40.000 Einwohner, die, abgesehen von kleinen europäischen und tamilischen Minderheiten, afrikanischer Herkunft sind.

## Geographie
Die Insel ist vulkanischen Ursprungs und auf allen Seiten von einer weitläufigen Lagune umgeben. Das Korallenriff, das die Lagune umgrenzt, ist unterschiedlich weit von der Küste entfernt und bietet nur wenige schmale Durchlässe für die Schifffahrt. Die höchste Erhebung der Insel, der Mont Limon, hat eine Höhe von 398 Metern. Das Klima ist rauer als auf Mauritius, die Sommer sind heißer (29 bis 33 °C), die Winter kühler, die Zyklon-Saison noch heftiger. Es ist auch weit trockener als auf der Hauptinsel, mit langen Perioden ohne Regenfälle.
Die kleinen vorgelagerten Inseln Île aux Cocos und Île aux Sables stehen unter Naturschutz.

### Bevölkerung
Wie in Mauritius blieb die Bevölkerung, trotz über 150 Jahren britischer Herrschaft, durch die Abstammung der herrschenden Oberschicht bis heute französisch geprägt. Auf der Hauptinsel Mauritius wurden, nach Abschaffung der Sklaverei, zehntausende indische Kontraktarbeiter ins Land geholt, um den als Monokultur betriebenen Zuckerrohranbau mit genügend Arbeitern zu versorgen. Heute stellt die Bevölkerung indischer Herkunft die deutliche Mehrheit der Bevölkerung von Mauritius. Auf Rodrigues spielte der Zuckerrohranbau nie eine große Rolle, daher sind hier die Kreolen die große Mehrheit. Indische und chinesische Familien wanderten erst in den 1890er Jahren ein und spielten bald eine wichtige Rolle im Handel.
Die Bevölkerung ist zu 96 % katholisch, zu 3 % anglikanisch und 1 % sind etwa zu gleichen Teilen Muslime, Hindus oder Buddhisten.

### Gliederung
Auf Rodrigues gibt es 14 Zonen (statistische Bezirke), die weiter in 182 Ortschaften (localities) gegliedert werden:
| Nr. | Zone                           | Bevölkerung Volkszählung 2000 |
| --- | ------------------------------ | ----------------------------- |
| 1   | Piments-Baie Topaze            | 1445                          |
| 2   | La Ferme                       | 1112                          |
| 3   | Baie Malgache                  | 1076                          |
| 4   | Oyster Bay                     | 2594                          |
| 5   | Port Mathurin                  | 5929                          |
| 6   | Grand Baie-Montagne Goyaves    | 844                           |
| 7   | Roche Bon Dieu-Trèfles         | 2059                          |
| 8   | Lataniers-Mont Lubin           | 3806                          |
| 9   | Petit Gabriel                  | 3658                          |
| 10  | Mangues-Quatre Vents           | 2870                          |
| 11  | Plaine Corail-La Fouche Corail | 2832                          |
| 12  | Rivière Cocos                  | 2893                          |
| 13  | Port Sud-Est                   | 2717                          |
| 14  | Coromandel-Graviers            | 1944                          |
|     | Rodrigues                      | 35.779                        |

## Geschichte

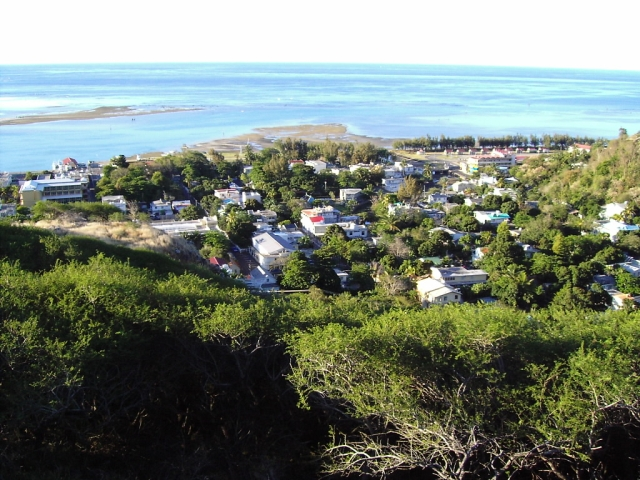
Die Hauptstadt Port Mathurin

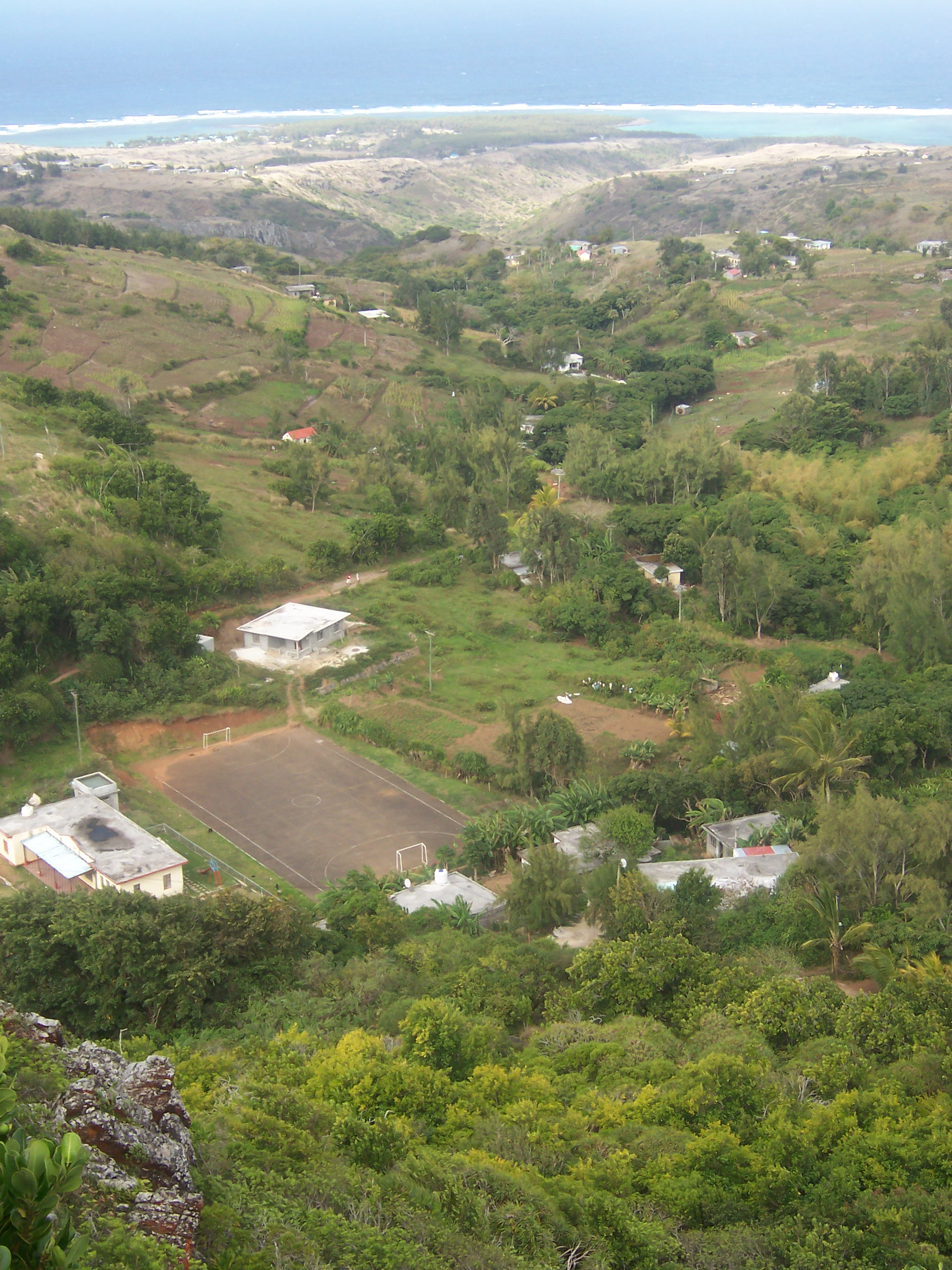
Blick vom Landesinneren Richtung Küste

Die unbewohnten Maskarenen waren schon den Arabern bekannt, die Rodrigues Dina a Robi nannten. Benannt wurde die Insel schließlich nach Diogo Rodrigues, einem Steuermann einer 1538 unter dem Befehl Pedro Mascarenhas fahrenden kleinen portugiesischen Flotte, welche die Inselgruppe auf der Fahrt nach Goa passierte.
1601 landeten die Holländer auf dem Weg nach Osten auf der Insel. Ein Besiedlungsversuch unter Admiral Wolphart Harman scheiterte aber ebenso, wie jener unter Gerrit Andriez bereits nach wenigen Wochen. Im Gegensatz zu Mauritius wurde Rodrigues von den Niederlanden nie offiziell in Besitz genommen. Die Insel blieb für vorbeifahrende Schiffe lange Zeit nur eine Landmarke, an der Richtung Indien nach Norden gewendet wurde und ein Zufluchtsort vor Stürmen oder Versorgungsmöglichkeit für frisches Wasser und Schildkrötenfleisch.
1691 versuchte eine Gruppe aus Frankreich geflohener Hugenotten eine protestantische Republik namens Eden auf Rodrigues zu errichten. Wegen Kämpfen mit den Holländern erreichten aber nur acht Männer, unter der Führung von François Leguat, die Bucht von Mathurin. Die Insel hatte nun erstmals Bewohner, die sich auf der fruchtbaren Insel auch gut ernähren konnten. Nach zwei Jahren gaben sie jedoch, aufgrund des Mangels an Frauen, auf und setzten mit einer selbstgebauten Barkasse nach Mauritius über, wo sie von den Holländern als der Spionage verdächtig inhaftiert wurden. Die Männer wurden auf der kleinen vorgelagerten Insel Île aux Fouquets ausgesetzt, starben aber, inselerfahren wie sie waren, nicht wie erwartet. Daraufhin wurden sie nach Batavia gebracht und nach einem Prozess nach Frankreich abgeschoben. 1708 veröffentlichte Leguat eine Beschreibung seiner insgesamt siebenjährigen Reise mit naturkundlichen Beobachtungen unter dem Titel Voyages et aventures de François Leguat et de ses compagnons en deux isles désertes des Indes orientales.
Diese Erzählungen inspirierten die Franzosen 1725 zu einem erneuten Kolonisierungsversuch. Die Kolonisten fingen tausende Riesenschildkröten und verkauften sie vorbeifahrenden Schiffen als Reiseproviant. 1735 entstand die erste feste Ansiedlung Port Mathurin. Später beherbergte die Insel auch eine Art Sträflingskolonie Frankreichs. Auch eine Gruppe von Madagassen kam freiwillig auf die Insel und führte hier den Reisanbau ein.
1761 wählte die Französische Académie des sciences die Insel als Beobachtungspunkt für die Passage der Venus durch die Sonne aus. Der Mathematiker und Astronom Alexandre Guy Pingré verbrachte deshalb vier Monate auf der Insel. Im gleichen Jahr kam es zu einem Angriff der Briten im Rahmen des Siebenjährigen Krieges. Die im Hafen angetroffenen französischen Schiffe wurden zerstört, die etwa 70 französischen Bewohner der Insel ohne Kontaktmöglichkeit zurückgelassen.
Auch in die nächste größere britisch-französische Auseinandersetzung, den Kriegen im Gefolge der Französischen Revolution, war die entlegene Insel am Rande verwickelt. Um das strategisch wichtige Mauritius auf See zu blockieren, wurde Rodrigues von den Briten als Basis benutzt. Am 27. Dezember 1808 wurde die Insel durch eine Flotte von 21 Schiffen mit 16.000 Mann Besatzung militärisch besetzt und offiziell okkupiert. Die Franzosen hatten sogar erwogen, als Abschreckung eine Leprakolonie zu errichten. Um diese Streitmacht zu versorgen, wurden tausende Riesenschildkröten geschlachtet und ganze Ebenholzwälder gerodet. Am 29. Oktober 1810 diente die Insel einer 10.000 Mann starken britischen Streitmacht als Ausgangspunkt für eine Invasion der Inseln Réunion und Mauritius. Mit dem Vertrag von Paris 1814 kam Réunion zurück an Frankreich, Rodrigues verblieb mit Mauritius bei Großbritannien. Eine Volkszählung ergab 1804 eine Bevölkerung von 22 Europäern und 82 Sklaven, die aus Madagaskar und Mosambik gekommen waren. Die Sklaven wurden erst 1839 freigelassen. In der Folge verdiente die afrikanische Bevölkerung ihren Lebensunterhalt zumeist durch Züchtung von Rindern, Ziegen und Schweinen auf Gebieten, die der Krone gehörten.
Von den großen Malaria- und Choleraepidemien die auf Mauritius 1866–1868 und den 1890er Jahren zehntausende Opfer forderten, blieb Rodrigues verschont, da es keine so enge Beziehungen zu Indien hatte.
Anfang des 20. Jahrhunderts war das Leben auf Rodrigues angenehm, die Insel konnte die damals kleine Bevölkerung von 3.000 Menschen leicht ernähren, Fleisch und Fisch waren billig, die Krise der Zuckerrohrindustrie auf Mauritius, das einen großen Teil seiner Bevölkerung durch Abwanderung einbüßte, betraf die Nebeninsel nicht. Die Insel war zum Lagerhaus von Mauritius geworden, Viehzucht, Fischfang und Gemüseanbau florierten. 1930 zählte man bereits 8.000 Einwohner. Der Zweite Weltkrieg tangierte Rodrigues nur indirekt. Die Stationierung einer kleinen Militäreinheit für das seit 1901 installierte Telegrafenkabel durch den Indischen Ozean nach Australien bescherte der Kolonie einen kleinen Wirtschaftsboom.

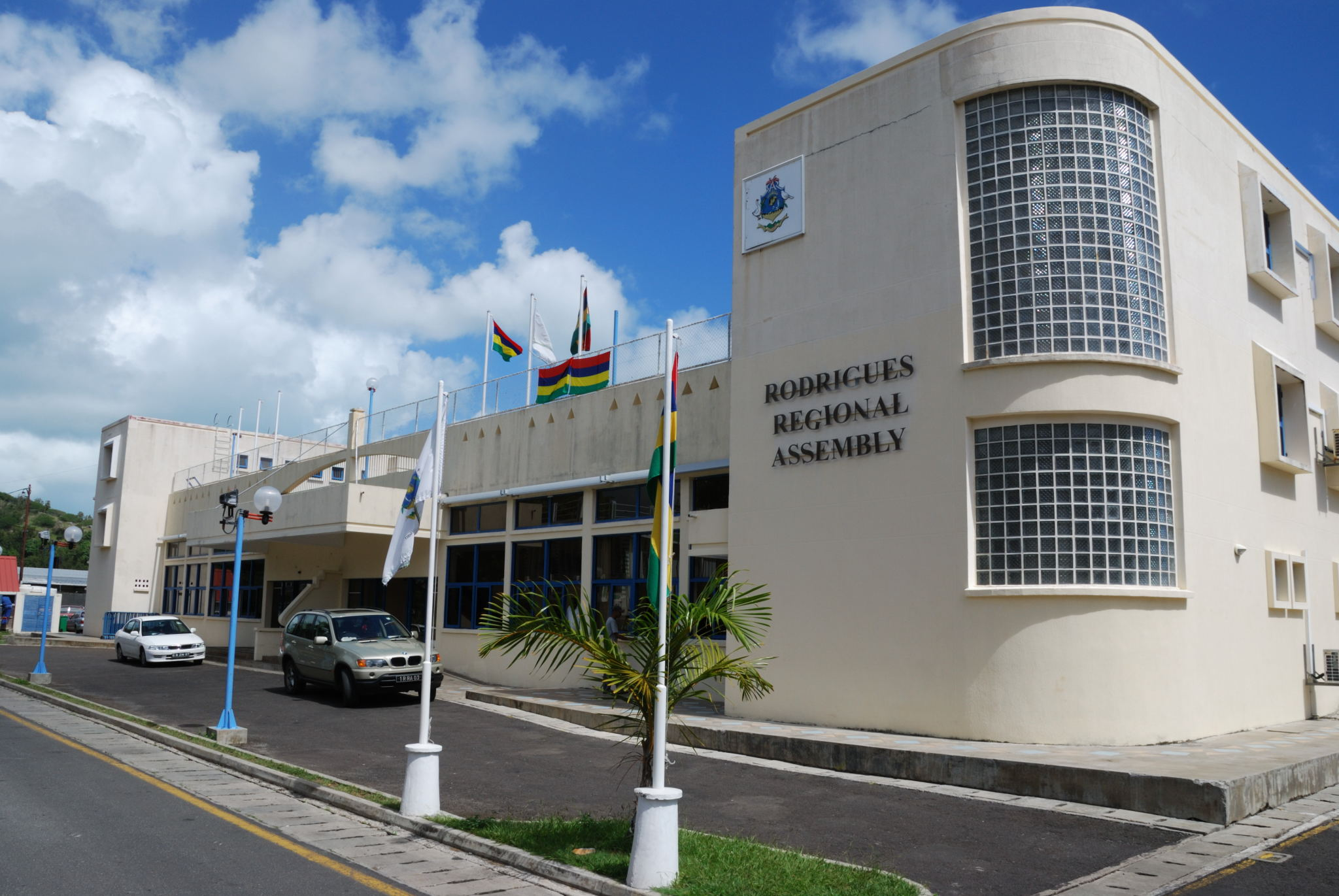
Gebäude der Regionalversammlung

Noch in den 1970er Jahren gab es nur eine einzige asphaltierte Straße in Port Mathurin und rund 60 Autos, meist im Besitz von Verwaltungsangehörigen.
Da sich die mehrheitlich katholische Bevölkerung nicht mit dem aus ihrer Sicht von Hindus beherrschten Mauritius identifizierte, war die Begeisterung für Mauritius’ Unabhängigkeit 1968 gering. Die Indo-Mauritischen Beamten wurden auf der Kreolen-Insel als Kolonialisten wahrgenommen. Der Wunsch, unter der Herrschaft des Vereinigten Königreiches zu bleiben, wurde aber in London abschlägig beschieden. Seit dem Jahr 2002 genießt Rodrigues eine Autonomie mit einer eigenen Regionalversammlung innerhalb des Staates Mauritius.

## Wirtschaft
Früher war die Insel von dichten Regenwäldern bedeckt, die fast völlig abgeholzt wurden. Erosion und Wassermangel sind die Folge, weshalb in den 1980ern mit Wiederaufforstungen begonnen wurde. Rodrigues ist inzwischen stark überbevölkert und leidet an schweren, wahrscheinlich irreversiblen ökologischen Schäden und an akutem Wassermangel.
Der Export von Fleisch nach Mauritius war bis vor kurzem noch die wichtigste Einnahmequelle der Wirtschaft. Weitere wichtige Exportgüter waren (gesalzener) Fisch und Tabak. Ein weiteres wirtschaftliches Standbein der Menschen auf Rodrigues ist auch der Fang und Handel mit Tintenfisch.
Rodrigues ist die einzige kreolisch geprägte Insel im Indischen Ozean, auf der sich nie eine großflächige Plantagenwirtschaft entwickelte. Der Regierung gehört immer noch 90 % des Landes, das über zehnjährige Verträge den Bauern immer wieder verpachtet wird; zweitgrößter Grundbesitzer ist die Katholische Kirche.
Nachdem Zyklone das fruchtbare Land dezimiert hatten, wurden viele Bauern, die Vieh züchteten, in den Ruin getrieben. Dadurch ging der Export dieser Tiere stark zurück. Um dem entgegenzuwirken, wurden seitens der Regierung in Port Louis, die Rodrigues lange Zeit vernachlässigt hatte, Einfuhrzölle gestrichen und notwendige Importe sogar subventioniert, Unternehmensgründungen gefördert und der sanfte Tourismus ausgebaut. Der geringe Umfang des Tourismus genügt aber bei weitem nicht, um der stark angewachsenen Bevölkerung ein Auskommen zu sichern. Ungelenkte Emigration nach Mauritius, wo die Kreolen aus Rodrigues in elenden Verhältnissen leben, ist die Folge. Erst seit Mitte der 1990er Jahre fließen nennenswerte Investitionen nach Rodrigues.

### Tourismus

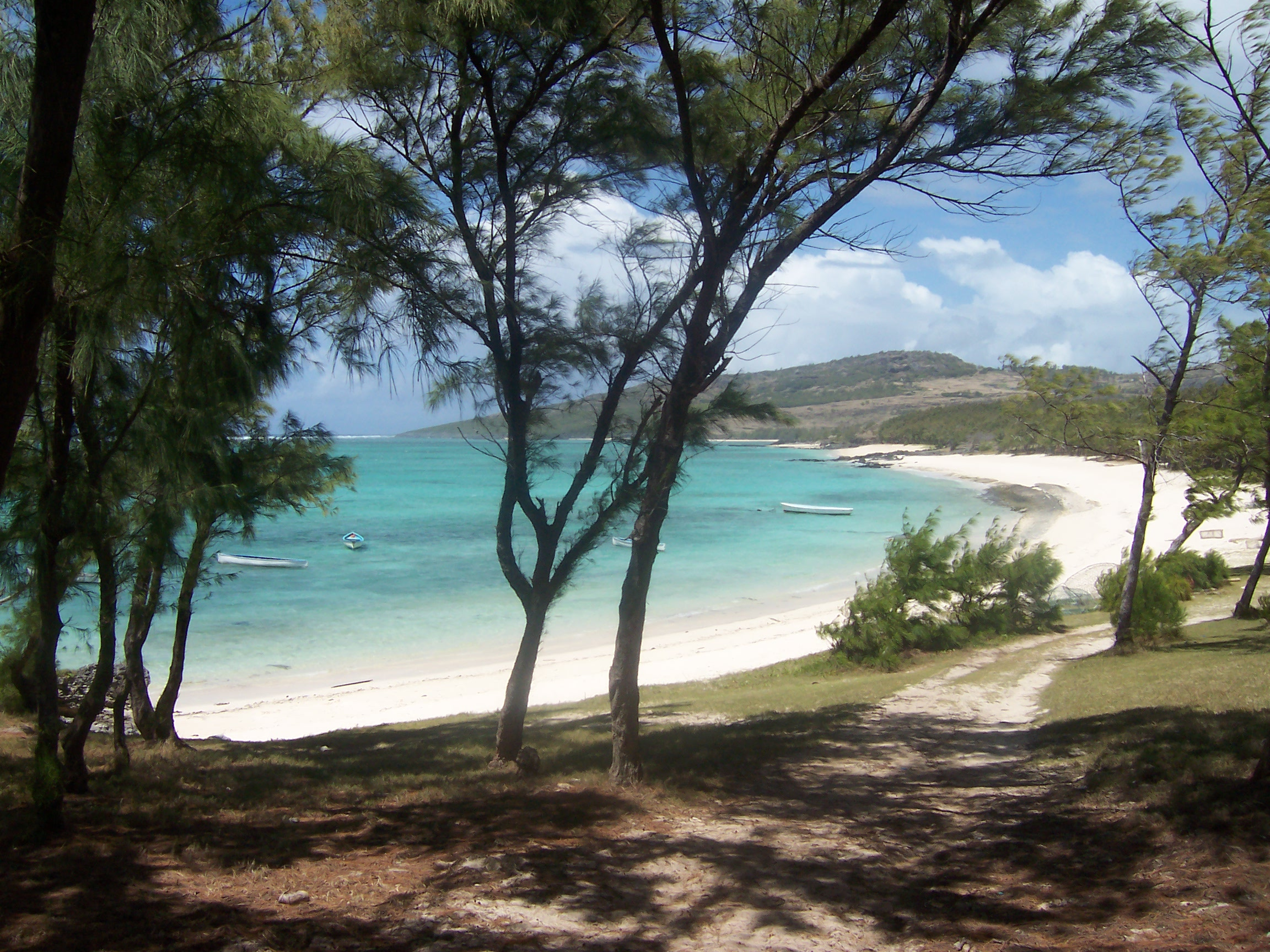
Küste

Der Fremdenverkehr als weiteres wirtschaftliches Standbein der Insel entwickelt sich nur langsam. 2006 gab es erst 15 Hotels und Pensionen, neben einigen privaten Unterkünften. Die Bettenanzahl soll auf 800 erhöht werden. Der neu angelegte Flughafen Plaine Corail wird täglich von Propellermaschinen aus Mauritius angeflogen, die Fähre von der Hauptinsel legt nur dreimal im Monat in Port Mathurin an und insgesamt drei Taxis genügen bislang, um die Gäste zu befördern.

## Klimatabelle
|                       | Jan  | Feb  | Mär  | Apr  | Mai  | Jun  | Jul  | Aug  | Sep  | Okt  | Nov  | Dez  |   |      |
| Mittl. Tagesmax. (°C) | 28,9 | 29,2 | 29,3 | 28,5 | 27,1 | 25,7 | 24,8 | 24,5 | 25,3 | 26,1 | 27,2 | 28,4 | ⌀ | 27,1 |
| Mittl. Tagesmin. (°C) | 23,4 | 23,8 | 23,7 | 23,0 | 21,6 | 20,0 | 19,1 | 18,6 | 19,1 | 20,0 | 21,3 | 22,7 | ⌀ | 21,3 |
|                       |      |      |      |      |      |      |      |      |      |      |      |      |   |      |
| Niederschlag (mm)     | 132  | 168  | 150  | 129  | 87   | 73   | 85   | 61   | 41   | 38   | 63   | 90   | Σ | 1117 |
|                       |      |      |      |      |      |      |      |      |      |      |      |      |   |      |
| Sonnenstunden (h/d)   | 8,9  | 8,5  | 8,3  | 8,1  | 7,8  | 7,5  | 7,5  | 7,8  | 8,0  | 8,9  | 9,1  | 8,9  | ⌀ | 8,3  |
|                       |      |      |      |      |      |      |      |      |      |      |      |      |   |      |
| Regentage (d)         | 13   | 13   | 13   | 13   | 11   | 12   | 15   | 15   | 10   | 8    | 8    | 9    | Σ | 140  |
|                       |      |      |      |      |      |      |      |      |      |      |      |      |   |      |
| Luftfeuchtigkeit (%)  | 79   | 81   | 80   | 79   | 75   | 74   | 75   | 74   | 74   | 75   | 76   | 79   | ⌀ | 76,7 |

| 23,4 |

| 23,8 |

| 23,7 |

| 23,0 |

| 21,6 |

| 20,0 |

| 19,1 |

| 18,6 |

| 19,1 |

| 20,0 |

| 21,3 |

| 22,7 |

| 23,4 |

| 23,8 |

| 23,7 |

| 23,0 |

| 21,6 |

| 20,0 |

| 19,1 |

| 18,6 |

| 19,1 |

| 20,0 |

| 21,3 |

| 22,7 |